# Nekrofagia

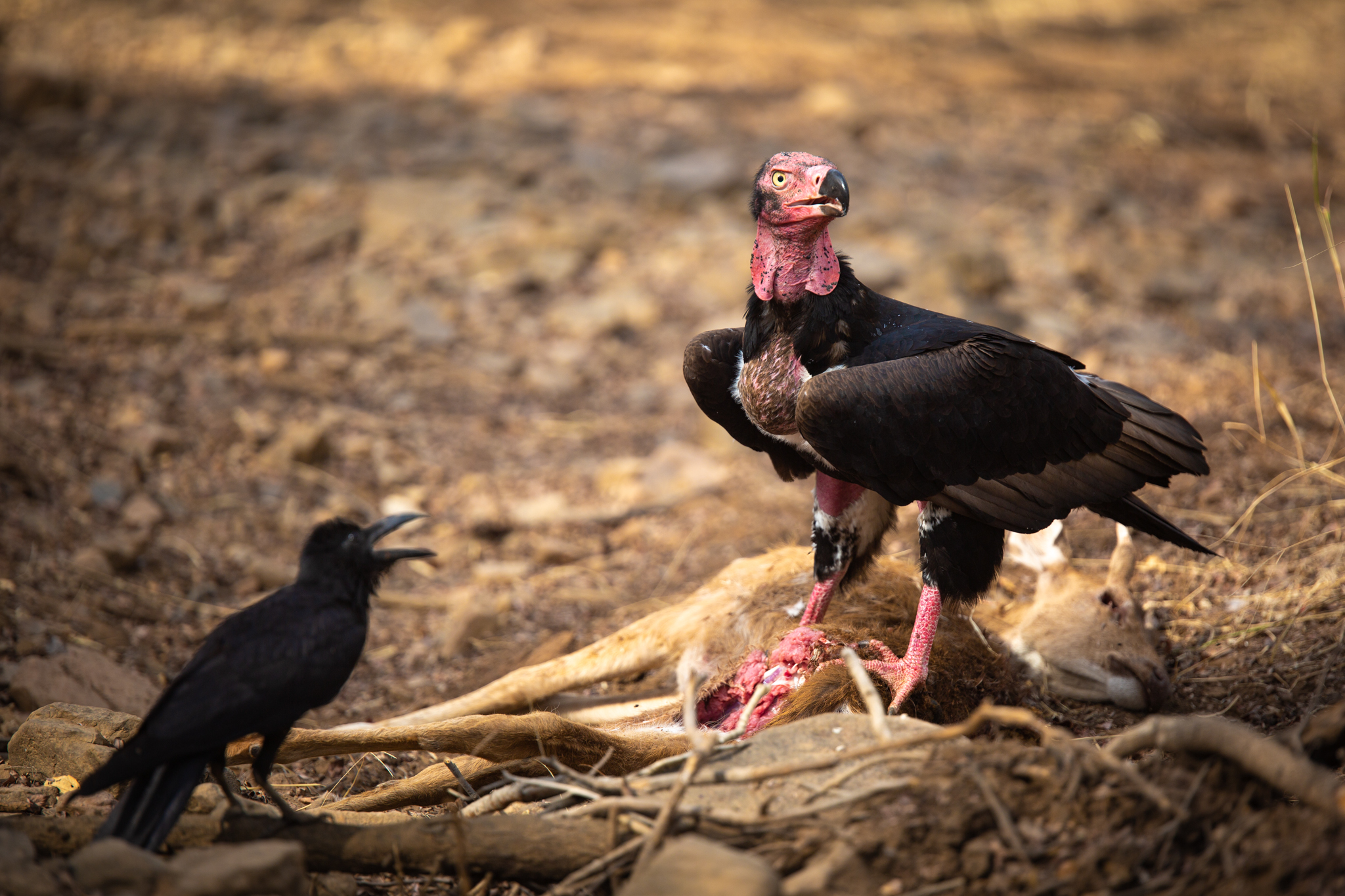
Sęp z padliną

Nekrofagia (gr. nekrós – „martwy”, phageín – „pożerać”) – odżywianie się padliną, zjadanie martwych ciał osobników własnego i innych gatunków. 
Zwierzęta, które w całości lub częściowo zjadają inne martwe zwierzęta, nazywane są nekrofagami lub padlinożercami, są to np. sępy i hieny. Także owady wykorzystują materię w stanie rozkładu jako źródło protein, np. żuki gnojowe, chrząszcze z rodziny omarlicowatych, niektóre gatunki z rodziny kusakowatych, niektóre gatunki muchówek.